# Szepesi Endre
Szepesi Endre (Sátoraljaújhely, 1906. október 14. – Budapest, 1977. június 26.) villamosmérnök, egyetemi tanár, a műszaki tudományok kandidátusa (1952).

## Élete
Szepesi (Süszholz) Simon (1860–1938) gépészmérnök, magyar államvasúti gyárfőnök és Glück Rebeka (1874–1960) gyermekeként született zsidó családban. Előbb a szülővárosában található Kegyes tanítórendi katolikus gimnázium, később a budapesti Vas-utcai felső kereskedelmi iskola tanulója volt. Felsőfokú tanulmányait Németországban végezte, ahol 1930-ban a Charlottenburgi Műegyetemen villamosmérnöki oklevelet szerzett. 1933-ig a németországi Neumann Hochspannungsgeräte cég szerkesztési osztályvezetőjeként dolgozott, majd hazatért és 1933-tól az Erőátviteli és Világítási Rt. (ERVIL) munkatársa lett. Tizenhat évig dolgozott a vállalatnál, ahol igazgatóhelyettesi posztig jutott. Az államosítás után az Energiagazdálkodási részvénytársasághoz (EGART) helyezték át, amelyből később megalakult az Energiagazdálkodási Intézet. Ez utóbbi tervezési irodáját vezette nyugalomba vonulásáig. Elsősorban az ipari erőművekkel és ipartelepi elosztó-berendezésekkel foglalkozott. Ez utóbbi két tárgykörben adott elő a Budapesti Műszaki Egyetemen. 1933-as megalakulásától tagja volt a Magyar Elektrotechnikai Egyesületnek, később alelnöke és tiszteletbeli elnöke is volt. Ugyancsak tagja volt az MTA Energetikai Bizottságának és az Elektrotechnika című lap szerkesztőbizottságának.
Felesége Richter Alice (1908–1954) női divatszalon-tulajdonos volt, akit 1940. december 21-én Budapesten vett nőül.
Sírja a Kozma utcai izraelita temetőben található. (22-3-39)

## Főbb művei
- Ipartelepi hálózatok (Budapest, 1951)
- A berendezések állagmegőrzésének, valamint az energiaveszteségek csökkentésének módszerei (Bátor Bélával, Klopfer Jenővel, Budapest, 1951)

## Díjai, elismerései
- Kiváló Újító Érem (1951)
- Déri-díj (1960)[7]
- Bláthy-emlékérem (1965)[8]
- Munka Érdemrend ezüst fokozata (1966)
- Elektrotechnikai-díj (1973)[9]